# Vincent Kipchumba
Vincent Kipchumba, né le 3 août 1990, est un athlète kényan, spécialiste des courses de fond.

## Biographie
Il commence à courir sur marathon en 2014. En 2019, il remporte le Marathon de Vienne et le Marathon d'Amsterdam. Il termine 2e du Marathon de Londres 2020.

## Palmarès
| Année | Compétition          | Lieu      | Place | Épreuve  |
| ----- | -------------------- | --------- | ----- | -------- |
| 2019  | Marathon de Vienne   | Vienne    | 1er   | Marathon |
| 2019  | Marathon d'Amsterdam | Amsterdam | 1er   | Marathon |
| 2020  | Marathon de Londres  | Londres   | 2e    | Marathon |

## Records personnels
| Épreuve       | Performance     | Date            | Lieu      |
| ------------- | --------------- | --------------- | --------- |
| Semi-marathon | 1 h 00 min 32 s | 2 avril 2017    | Berlin    |
| Marathon      | 2 h 05 min 09 s | 20 octobre 2019 | Amsterdam |